# Episodi di Power Rangers Dino Thunder
La prima e unica stagione della serie televisiva Power Rangers Dino Thunder è composta da 38 episodi, andati in onda negli Stati Uniti nel 2004 su ABC Family e in Italia dal 17 ottobre 2005 su Jetix.
| n° | Titolo originale            | Titolo italiano                   | Prima TV USA      | Prima TV Italia |
| -- | --------------------------- | --------------------------------- | ----------------- | --------------- |
| 1  | Day of the Dino: Part I     | Il giorno del dinosauro (Parte 1) | 14 febbraio 2004  | 17 ottobre 2005 |
| 2  | Day of the Dino: Part II    | Il giorno del dinosauro (Parte 2) | 14 febbraio 2004  |                 |
| 3  | Wave Goodbye                | L'addio di Conner                 | 21 febbraio 2004  |                 |
| 4  | Legacy of Power             | Missione Power Rangers            | 28 febbraio 2004  |                 |
| 5  | Back in Black               | Benvenuto Black Ranger            | 6 marzo 2004      |                 |
| 6  | Diva in Distress            | Una diva in pericolo              | 13 marzo 2004     |                 |
| 7  | Game On                     | Il codice segreto                 | 20 marzo 2004     |                 |
| 8  | Golden Boy                  | Un ragazzo d'oro                  | 27 marzo 2004     |                 |
| 9  | Beneath the Surface         | Un uovo dalla preistoria          | 4 aprile 2004     |                 |
| 10 | Ocean Alert                 | Allarme sull'oceano               | 10 aprile 2004    |                 |
| 11 | White Thunder: Part 1       | La furia bianca (Parte 1)         | 17 aprile 2004    |                 |
| 12 | White Thunder: Part 2       | La furia bianca (Parte 2)         | 24 aprile 2004    |                 |
| 13 | White Thunder: Part 3       | La furia bianca (Parte 3)         | 1 maggio 2004     |                 |
| 14 | Truth and Consequences      | Il peso della verità              | 8 maggio 2004     |                 |
| 15 | Leader of the Whack         | La meteora delle follie           | 15 maggio 2004    |                 |
| 16 | Burning at Both Ends        | Un'alleanza impossibile           | 22 maggio 2004    |                 |
| 17 | The Missing Bone            | L'osso mancante                   | 22 maggio 2004    |                 |
| 18 | Bully for Ethan             | Una sfida per Ethan               | 12 giugno 2004    |                 |
| 19 | Lost & Found in Translation | Telefilm, che passione            | 13 giugno 2004    |                 |
| 20 | It's a Mad Mad Mackerel     | La Leggenda del Pescatore Pazzo   | 19 giugno 2004    |                 |
| 21 | Copy That                   | Il riscatto del White Ranger      | 10 luglio 2004    |                 |
| 22 | Triassic Triumph            | Il potere triassico               | 17 luglio 2004    |                 |
| 23 | A Star Is Torn              | Kira la nuova pop star            | 24 luglio 2004    |                 |
| 24 | A Ranger Exclusive          | Pericolo da Giove                 | 31 luglio 2004    |                 |
| 25 | Tutenhawken's Curse         | La maledizione di Tutenhawken     | 7 agosto 2004     |                 |
| 26 | Disappearing Act            | Un Ranger invisibile              | 21 agosto 2004    |                 |
| 27 | Fighting Spirit             | Gli spiriti combattenti           | 28 agosto 2004    |                 |
| 28 | The Passion of Conner       | La passione di Conner             | 5 settembre 2004  |                 |
| 29 | Isn't It Lava-ly            | Il mostro vulcanico               | 18 settembre 2004 |                 |
| 30 | Strange Relations           | Strane relazioni                  | 25 settembre 2004 |                 |
| 31 | Thunder Storm: Part 1       | Thunder Storm (Parte 1)           | 2 ottobre 2004    |                 |
| 32 | Thunder Storm: Part 2       | Thunder Storm (Parte 2)           | 9 ottobre 2004    |                 |
| 33 | In Your Dreams              | Incubi d'oro                      | 16 ottobre 2004   |                 |
| 34 | Drawn into Danger           | Battaglia a fumetti               | 23 ottobre 2004   |                 |
| 35 | House of Cards              | Lotta contro il Drago Rubino      | 30 ottobre 2004   |                 |
| 36 | A Test of Trust             | Prova di fedeltà                  | 6 novembre 2004   |                 |
| 37 | Thunder Struck: Part 1      | L'ultima missione (Parte 1)       | 13 novembre 2004  |                 |
| 38 | Thunder Struck: Part 2      | L'ultima missione (Parte 2)       | 20 novembre 2004  |                 |

## Thunder Storm (Parte 1)
- Titolo originale: Thunder Storm: Part 1
- Diretto da: Eamon O'Sullivan
- Scritto da: Douglas Sloan, Saburō Yatsude

### Trama
Lothor, il nemico della serie precedente Power Rangers Ninja Storm, è riuscito ad uscire dall'Abisso Del Male e, dopo aver preso le sembianze di Sensei, intrappola i tre Ninja Ranger con dei falsi morphers facendoli diventare cattivi. Conner, Ethan e Kira affrontano loro e l'armata di Lothor, ma sono troppo forti e sono quindi costretti a ritirarsi. Cam, intanto, con l'aiuto di Hunter e Blake torna nell'abisso del male per riprendere i poteri dei ranger, ma li trovano Zurgane, braccio destro di Lothor, che comincia a combatterli, ma quando tutto sembra perduto il vero Sensei arriva e salva i tre. Mesogog, appreso del ritorno di Lothor, ordina ad Elsa di portarlo da lui per proporgli una falsa alleanza; Lothor accetta il messaggio di Mesogog.

Lo scontro tra Mesogog e Lothor all'interno dell'Isola fortezza

## Thunder Storm (Parte 2)
- Titolo originale: Thunder Storm: Part 2
- Diretto da: Eamon O'Sullivan
- Scritto da: Douglas Sloan, Saburo Yatsude

### Trama
Mentre i Dino Ranger sfidano nuovamente i Ninja Rangers, Mesogog propone a Lothor un'alleanza per risolvere a vicenda i loro problemi. In realtà Mesogog ha già predetto che il piano di Lothor fallira, in modo da avere un pretesto per poterlo distruggere. Cam riesce a far tornare normali i Wind Ninja Rangers, e insieme ai Dino Rangers combattono insieme gli eserciti di Lothor e Mesogog, capeggiati da Elsa e Zurgane. I Rangers riescono a distruggere l'armata di Lothor, mentre Elsa e i Tyrannodrons tornano alla base. Fallito il piano, Mesogog e Lothor combattono per decidere chi dei due dovrà rimanere e chi debba essere ucciso; alla fine è Mesogog ad avere la meglio distruggendo definitivamente Lothor.

## Lotta contro il Drago Rubino
- Titolo originale: House of Cards
- Diretto da: Eamon O'Sullivan
- Scritto da: Douglas Sloan, Saburo Yatsude

### Trama
Elsa, sotto le mentite spoglie della preside Randall, sequestra le carte da gioco di Ethan, in modo da trasformare in mutante uno dei mostri. Tommy scopre la vera identità della preside, e i due combattono senza sosta davanti a tutti gli studenti, ed Elsa, non potendo più negare la sua natura, abbandona la carica di preside definitivamente. Trent arrivato sulla'isola fortezza cerca di riprendere la carta, ma Elsa lo sconfigge e lo fa finire dal nuovo mostro, il drago Rubino. Anthon Mercer riesce a far riprendere il figlio, che va ad aiutare i suoi amici nella battaglia contro il mostro. I Rangers però si rendono conto che Trent gli sta nascondendo qualcosa, ma il ragazzo riesce a non destare sospetti. Alla fine il mostro viene sconfitto, ma Elsa, infastidita dai continui insulti di Mesogog, decide di vendicarsi. Infatti durante un incontro con Mercer, i Rangers scoprono che lui ha la carta del drago Rubino. Mercer cerca di sfuggire, ma alla fine davanti ai Rangers si trasforma in Mesogog, scoprendo così qual era il segreto dello strano comportamento di Trent.

## Prova di fedeltà
- Titolo originale: A Test of Trust
- Diretto da: Eamon O'Sullivan
- Scritto da: Ann Austen, Saburo Yatsude

### Trama
Mesogog avverte Elsa di non tradirlo nuovamente, e tramite una pozione da lui preparata riesce finalmente a separarsi definitivamente da Mercer, che viene rinchiuso nelle segrete del laboratorio dai Tyrannodrons come ostaggio. Intanto i Rangers sono indecisi se fidarsi o no di Trent dopo la rivelazione che Mercer in realtà è Mesogog. Conner, Kira ed Ethan nel frattempo ricordano quanto sono cambiati da quando sono diventati Rangers, mentre a meno che non trovi l'occasione di riscattarsi, Tommy toglierà la dinogemma bianca a Trent. Improvvisamente il nuovo super mutante creato da Mesogog in persona attacca i rangers, e Trent riesce a riguadagnarsi la fiducia dei suoi compagni salvando la vita a Conner. I rangers riescono a distruggere il mutante, ma Mesogog aveva già predetto l'esito e riesce, con l'energia del mutante, a creare un clone del loro MegaZord. Alla fine i Rangers riescono a risolvere la situazione, e tutti sono pronti per affrontare l'imminente battaglia finale che presto arriverà

## L'ultima missione (Parte 1)
- Titolo originale: Thunder Struck: Part 1
- Diretto da: Eamon O'Sullivan
- Scritto da: Douglas Sloan, Saburo Yatsude

### Trama
Mesogog ha rapito Anton Mercer ed ha costruito un potente cannone capace di trasformare gli umani in dinosauri. Decide di usare l'energia data ad Elsa per caricare la sua arma, così che la donna rimane debole e senza memoria. Per attivare il cannone ha però bisogno delle dinogemme, che Trent è pronto a consegnargli in cambio di lasciare vivo suo padre; i due stringono così un patto. I rangers intanto stanno costruendo un grande camion supertecnologicamente avanzato per riuscire a penetrare nella fortezza di Mesogog e distruggerla dall'interno. Zeltrax si rifà nuovamente vivo e rapisce la povera Elsa, attirando in trappola i rangers. Dopo un breve scontro, Zeltrax riesce a scappare, mentre i rangers portano Elsa alla loro base dove la donna riacquista la memoria. Trent spiega agli altri il suo piano, e così raccolte tutte le gemme si reca alla fortezza di Mesogog. Lo scienziato però non mantiene i patti e prende le pietre, ma Trent riesce ad attivare uno degli invisaportali permettendo agli altri ranger di entrare con il loro grande camion. Si scatena così un'adrenalinica battaglia tra i rangers e i tirannodrons, mentre Hayley riesce ad arrivare alla fortezza e a distruggere con un potente raggio laser il laboratorio di Mesogog, che rimane intrappolato nell'esplosione della fortezza. Trent riesce a portare via il padre prima che la fortezza esploda, mentre Zeltrax distrugge il covo dei rangers e rapisce nuovamente Elsa.

## L'ultima missione (Parte 2)
- Titolo originale: Thunder Struck: Part 2
- Diretto da: Eamon O'Sullivan
- Scritto da: Ann Austen, Saburo Yatsude

### Trama
Eliminato Mesogog e distrutta per sempre l'isola fortezza, i ranger tornano alla loro base completamente distrutta e scoprono che Zeltrax ha rapito Elsa. Inoltre il mutante ha costruito un giagantesco Zord capace di agire autonomamente in caso di una sua sconfitta così che da uccidere i rangers. I nostri eroi si precipitano a sfidare Zeltrax. Conner ed Ethan combattono il grande Zord con i loro DinoZords, Tommy e Kira sfidano Zeltrax mentre Trent affronta e sconfigge i Trip Toits. Kira libera Elsa e, dopo una lunga battaglia, riesce insieme a Oliver a distruggere definitivamente Zeltrax con la modalità superdino. Conner ed Ethan sono però in difficoltà poiché il grande Zord di Zeltrax riesce a sopraffare tutti i dinozords. L'unica soluzione possibile quindi è quella di sacrificare gli zords, in modo da distruggere il gigantesco mostro. Fatto questo Conner ed Ethan riescono a sopravvivere alla gigantesca esplosione, ma i 5 devono ancora affrontare un ultimo problema: Mesogog che è ancora vivo ed è riuscito ad assorbire abbastanza energia per completare la sua ultima e terrificante mutazione. Inizia così la battaglia finale: i rangers tuttavia sono in enorme difficoltà, non riuscendo neanche a scalfire Mesogog e neanche il Battlizer di Conner pone fine alla battaglia, perché il mostro si rialza quasi subito e comincia a duplicarsi all'infinito. I 5 ranger allora invocano tutto il potere delle dinogemme creando un'enorme onda energetica che uccide per sempre Mesogog. Fatto questo i ranger perdono i loro poteri, mentre Cassidy, che ha nel frattempo scoperto le loro identità, decide di rinunciare allo scoop della sua vita in segno della loro amicizia. Soddisfatti, tutti quanti possono così partecipare al ballo di fine anno scolastico.